# Casa de Wessex
El casal de Wessex fou la dinastia saxona que va governar el regne de Wessex, situat al sud-oest de l'illa de la Gran Bretanya, i que finalment unificaria tots els regnes anglosaxons sota el seu poder.
També és anomenada el casal de Cerdic, ja que Cerdic de Wessex (519-534) és considerat el primer rei de la nissaga. L'any 871, el seu descendent Alfred el Gran va crear el regne d'Anglaterra, i la dinastia va mantenir la posició fins al 1016 amb Edmund II. Aquest període, en què el domini de la casa de Wessex era sovint disputat pels vikings danesos, és conegut com el període saxó.
El rei danès Svend Barbaforcada va reclamar al tron el 1013, i emprengué la conquesta d'Anglaterra, fet que acabà amb l'exili del casald de Wessex. Ell i els seus successors regnarien fins al 1042, data en què la dinastia de Wessex va ser restaurada per un breu període. El 1066, els normands van conquerir Anglaterra, amb una decisiva victòria en la batalla de Hastings, en què morí Harold II, l'últim monarca de la nissaga.
Els intents dels anglosaxons de reinstaurar un rei autòcton en la persona d'Edgar Aetheling, un net d'Edmund II, van resultar infructífers i la dinastia normanda es va perpetuar al tron. Més tard, una neboda d'Edgard (Matilde d'Escòcia) es casaria amb el rei normand Enric I, fet que creà un vincle entre les dues cases.

## Monarques del Regne de Wessex
| Nom            | Període aprox.      | Altres formes del nom  |
| -------------- | ------------------- | ---------------------- |
| Cerdic         | (519-534)           |                        |
| Cynric         | (534-560)           |                        |
| Ceawlin        | (560-591)           | Ceaulin o Caelin       |
| Ceol           | (591-597)           | Ceola o Ceolric        |
| Ceolwulf       | (597-611)           |                        |
| Cynegils       | (611-643)           |                        |
| Cwichelm       | (c. 626-636)        |                        |
| Cenwalh        | (643-645)           | Cenwealh o Coenwalh    |
| Penda          | (645-648)           |                        |
| Cenwalh        | (648-674) restaurat |                        |
| Seaxburh       | (672-674)           | Seaxburgh o Seaxburga  |
| Cenfus         | (674)               |                        |
| Æscwine        | (674-676)           |                        |
| Centwine       | (676-685)           |                        |
| Cædwalla       | (685-688)           | Caedwalla              |
| Ine            | (688-726)           |                        |
| Æthelheard     | (726-740)           | Ethelheard o Æþelheard |
| Cuthred        | (740-756)           |                        |
| Sigeberht      | (756-757)           | Sigebert               |
| Cynewulf       | (757-786)           |                        |
| Beorhtric      | (786-802)           | Brihtric               |
| Egbert         | (802-839)           |                        |
| Etelwulf       | (839-858)           | Ethelwulf o Æthelwulf  |
| Æthelbald      | (858-860)           | Ethelbald              |
| Æthelberht     | (860-865)           | Etelbert, Ethelbert    |
| Æthelred       | (865-871)           | Ethelred o Etelred     |
| Alfred el Gran | (871-899)           |                        |
| Eduard el Vell | (899-924)           |                        |
| Etelweard?     | (924)               | Ælfweard               |
| Etelstan       | (924-927)           | Æthelstan              |